# A15 (tomba)
A15 fa parte di una serie di 28 Tombe dei Nobili site nell’area della necropoli di Dra Abu el-Naga di cui è archeologicamente nota l’esistenza, e di cui si hanno notizie sul titolare e sulla struttura, ma di cui si è persa la localizzazione. La necropoli di Dra Abu el-Naga fa parte della più vasta Necropoli Tebana, sulla sponda occidentale del Nilo dinanzi alla città di Luxor, in Egitto. Destinata a sepolture di nobili e funzionari connessi alle case regnanti, specie del Nuovo Regno, l'area venne sfruttata, come necropoli, fin dall'Antico Regno e, successivamente, sino al periodo Saitico (con la XXVI dinastia) e Tolemaico.

## Titolare
A15 era la tomba di:
| Titolare | Titolo                                           | Necropoli                                  | Dinastia/Periodo | Note                           |
| -------- | ------------------------------------------------ | ------------------------------------------ | ---------------- | ------------------------------ |
| Amenemib | Capo dei custodi delle porte del dominio di Amon | Dra Abu el-Naga, Collina di Deir el-Bakhit | XIX dinastia     | a nord della casa di Piccinini |

## Biografia
Irtiat era il nome della moglie.

## La tomba
Nell'anticamera "sulla parete sinistra", su due registri sovrapposti, brani del Libro delle Porte; il defunto e la moglie in adorazione di tre geni guardiani (uno in forma di serpente) e, in due scene, preti in offertorio al defunto e alla moglie assisi. Sulla "parete destra" il defunto e la moglie, guidati da Harsiesi, assistono a scena di psicostasia: il dio Thot prende nota dell'esito della pesatura in presenza del mostro composito Ammit; nella scena successiva Harsiesi presenta il defunto a Osiride, Iside e Nephtys.

### Annotazioni
1. ↑  La planimetria non è in scala e ha valore esclusivamente di visione d'insieme; l'ubicazione delle singole tombe non è topograficamente esatta, ma vuole visualizzare la concentrazione delle sepolture, nonché il "disordine" con cui le stesse sono state classificate.
2. ↑  I campi della Duat, ovvero l'aldilà egizio, si trovavano, secondo le credenze, proprio sulla riva occidentale del grande fiume.
3. ↑  Nella sua epoca di utilizzo, l'area era nota come "Quella di fronte al suo Signore" (con riferimento alla riva orientale, dove si trovavano le strutture dei Palazzi di residenza dei re e i templi dei principali dei) o, più semplicemente, "Occidente di Tebe".
4. ↑  Le Tombe dei Nobili, benché raggruppate in un'unica area, sono di fatto distribuite su più necropoli distinte.
5. ↑  La casa in questione era vicino alla TT161.

### Fonti
1. ↑  Porter e Moss 1927, revisione 1970 pp. 447-454.
2. ↑  Donadoni 1999,  p. 115.
3. 1 2  Porter e Moss 1927, revisione 1970 p. 451.